# Notommata falcinella
Notommata falcinella är en hjuldjursart som beskrevs av Harry K. Harring och Myers 1922. Notommata falcinella ingår i släktet Notommata och familjen Notommatidae. Arten är reproducerande i Sverige. Inga underarter finns listade i Catalogue of Life.